# Leo Daft

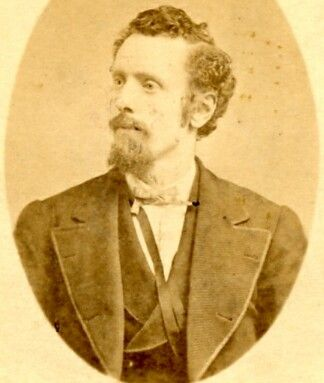
Leo Daft

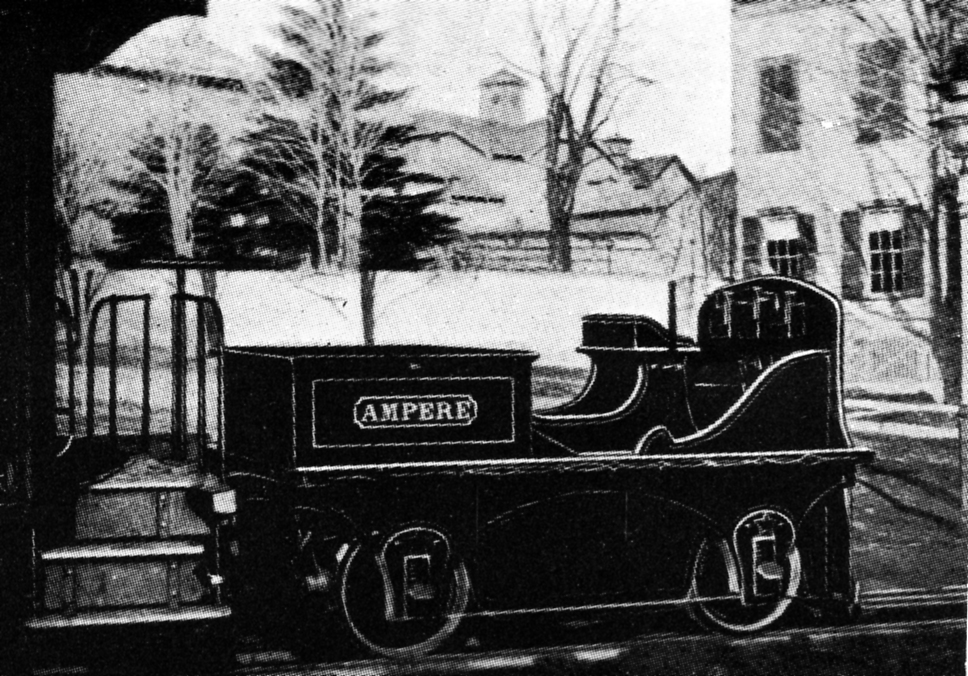
Lokomotive Ampère von Leo Daft, 1883

Leo Daft (* 1843; † 1922) war ein aus England stammender Hochschullehrer und Pionier auf dem Gebiet des elektrischen Antriebs von Schienenfahrzeugen.
Daft baute bei Newark (New Jersey) mit der Ampère eine der ersten betriebstüchtigen Elektrolokomotiven. Die Erprobung erfolgte am 24. November 1883 auf der schmalspurigen Saratoga, Mount McGregor and Lake George Railroad im US-Bundesstaat New York. Sie zog einen gewöhnlichen Eisenbahnwagen von zehn Tonnen Gewicht und 68 Fahrgästen zuzüglich fünf Personen auf der Lok selbst mit etwa 13 km/h über eine Steigung von 1:57. Die Versorgung mit elektrischer Energie erfolgte über eine Stromschiene zwischen den Fahrschienen. Bereits am Ende der Fahrt soll das Fahrzeug jedoch entgleist und in die Brüche gegangen sein.
Noch vor der weithin bekannt gewordenen Eröffnung der Straßenbahn in Richmond nach dem System von Frank Julian Sprague führte ab dem 10. August 1885 Daft auf dem Hampden Branch der Baltimore Union Passenger Railway eine der ersten elektrischen Straßenbahnen im kommerziellen Betrieb aus. Dabei wurde zur Stromversorgung eine dritte Schiene eingesetzt, die nur an den Straßenkreuzungen durch eine aus einem blanken Kupferdraht bestehende Oberleitung ersetzt wurde, gegen die sich ein Stromabnehmer von unten anpresste. Die Betriebsspannung lag bei 125 Volt. Für diesen Betrieb baute Daft drei Straßenbahn-Lokomotiven mit den Namen Morse, Faraday und Ohm.
Weitere elektrische Lokomotiven von Daft waren die neun Tonnen schwere Benjamin Franklin für die New York Elevated, die einen Zug aus acht Wagen mit 40 km/h ziehen konnte, sowie die Volta und die Pacinotti.
Insgesamt gesehen blieben diese Fahrzeuge jedoch erfolglos, so dass sich Daft auf den Bau von Kabelstraßenbahnen konzentrierte. Er errichtete mit der Second Street Cable Railway in Los Angeles eine Kabelbahn, die in den Jahren 1885 bis 1889 verkehrte.